# Glosar ornitologic
Glosarul ornitologic este o listă de termeni ornitologici ce definesc topografia păsării (capul, corpul, aripile, coada, picioarele etc.) și penajul, care sunt folosiți în recunoașterea păsărilor. Pentru a putea determina o pasăre este necesar a cunoaște la perfecție terminologia diferitelor părți ale corpului ei.
În paranteză sunt dați termenii englezi (en) și francezi (fr) corespunzători.

## A
- abumarkúb - pasăre înaltă (Balaeniceps rex), asemănătoare cu struțul, cu gâtul scurt și gros, cu capul mare și cioc enorm, din preajma Nilului.
- acarinate - (sinonim: ratite) păsări cărora le lipsește carena de pe linia mediană a sternului, exemple: struțul, cazuarul, emu, kiwi.
- acvile - gen de păsări răpitoare de zi, de dimensiuni mari și cu ciocul curbat, având ca tip principal acvila (Aquila); sinonim: pajură.
- acvilide - familie de păsări răpitoare, având ca tip principal acvila.
- agami - pasăre amazoniană (Agamia agami) pe cale de dispariție, cât un fazan, cu cioc lung și penaj strălucitor.
- agățătoare - grup de păsări care au la fiecare picior câte două degete dispuse înainte și cîte două dispuse înapoi, care le permit să se agate cu ușurință de ramurile copacilor.
- Avialae - încrengătură creată de Jacques Gauthier în 1986, pe care unii o consideră un sinonim al păsărilor.
- avocetă - pasăre limicolă din ordinul caradriiformelor.

## B
- balaban - specie de șoim.
- banda aripii → dungă alară
- banda ochiului → dungă oculară
- banda oculară → dungă oculară
- bandă supercilială → sprânceană.
- barză - pasăre migratoare din familia Ciconiidae, cu ciocul, gâtul și picioarele foarte lungi (Ciconia ciconia); altă denumire: cocostârc.
  - barză neagră - pasăre migratoare cu capul, gâtul, gușa, aripile și spate negre cu luciu verzui cafeniu și cu pieptul, abdomenul și tectricele inferioare albe, ciocul și picioarele sunt roșii, la tineri sunt verzui (Ciconia nigra); sinonim: cocostârc negru.
- bavetă sau bavețică (en. bib, fr. bavette). Baveta este o porțiune sau o pată colorată sub ciocul unor specii de păsări, care se poate extinde mai mult sau mai puțin în jos pe gâtlej și piept. Culoarea bavetei poate fi neagră, brună, albastră, roșie etc. pe un fond pal, sau uneori albă pe un fond întunecat. Baveta poate fi o pată mică pe bărbie ca la pițigoiul sur (Parus palustris), sau se extinde pe întregul gâtlej ca la gușă roșie siberiană (Calliope calliope), sau pe partea superioară a pieptului ca la gușa vânătă (Cyanecula svecica), sau chiar pe întregul piept ca la pescărelul negru (Cinclus cinclus) și măcăleandru (Erithacus rubecula), în acest din urmă caz, i se mai zice și plastron.
- bâtlan - vezi stârc cenușiu.
- bâtlan alb - vezi egretă.
- bâtlan de baltă - buhai de baltă.
- bâtlănaș - pasăre din ordinul picioroangelor, mai mică decît bâtlanul, cu gâtul și cu ciocul lungi și cu penele roșcate și negre (Ardea minata).
- becațină (sau becață) - (Capella) pasăre migratoare de mlaștină din ordinul caradriiformelor, înrudită cu sitarul de pădure; cea mai cunoscută este becațina comună (Capella gallinago); altă denumire: berbecuț.

## C
- canar - pasăre cântătoare, de talie mică, cu penajul viu colorat, originară din Insulele Canare (Serinus canaria).
- capîntors (sau capîntortură) - mică pasăre călătoare, din familia ciocănitorilor, de culoare cenușie-brună, cu pete mai închise, care își răsucește des și cu mare ușurință capul până la 180 grade și scoate un șuierat asemeni unui șarpe (Jynx torquilla); altă denumire: sucitoare.
- caracara - șoim din zona tropicală a Americii, care trăiește mai mult pe sol, hrănindu-se cu cadavre, șerpi, insecte și moluște (Caracarinae).
- caradriide - familie de păsări din ordinul caradriiformelor, care cuprinde ploierul, nagâțul etc. (Charadriidae).
- caragață - vezi coțofană.
- cardinal roșu - mică pasăre cântătoare din America, cu penajul de un roșu-aprins, cu negru în jurul ciocului galben (Cardinalis cardinalis).
- carenate - păsări care au sternul prevăzut cu o carenă.
- carenă - osul sternului la păsări.
- cartier de iernat - areal unde păsările emigrează pe timp de iarnă.
- casoar - vezi cazuar.
- cașul ciocului - structură de piele sau cornoasă situată pe comisura ciocului sau pe marginea mandibulelor la unele păsări.
- cavitate bucală - organ care la păsări este caracterizat prin prezența ciocului, care constă din formațiuni osoase acoperite cu cheratină.
- cazuar - gen de păsări mari din Oceania, asemănătoare cu struțul, cu o creastă cornoasă pe frunte și cu pene negre întrebuințate ca podoabă (Casuarius casuarius); altă denumire: casoar.
- cerc ocular (sau orbital) - vezi inel ocular.
- ceucă - vezi stăncuță.
- cioc - partea anterioară, terminală, lunguiață și cornoasă a capului păsărilor, care înlocuiește sistemul dentar.
- ciocănitoare - nume dat mai multor specii de păsări agățătoare, cu ciocul conic, puternic, cu aripile scurte și cu coada tare, care ciocănesc coaja copacilor, distrugând insectele dăunătoare și larvele lor (Dendrocopos).

- ciocănitoare pestriță mijlocie (sau ciocănitoare de stejar) - (Dendrocopos medius) ciocănitoare europeană care aparține genului Dendrocoptes.

- ciocârlan - pasăre mică, cu picioarele lungi, cu penele de culoare brună-cenușie, cu un moț în vârful capului (Galerida cristata).
- ciocârleț - pasăre de pădure cu ciocul tare și ascuțit (Sitta caesia).
- ciocârlie - pasăre cântătoare mică, cu penele pestrițe, care zboară vertical la mari înălțimi (Alauda arvensis).
- cioc-întors - pasăre călătoare, cu penajul alb, pătat cu negru, cu ciocul lung, subțire și ușor arcuit în sus, cu picioarele înalte, ocrotită în rezervații (Recunnrostra avosetta).
- cloacă - cavitate posterioară în care se deschid tubul digestiv, conductele genitale și urinare la păsări.
- cocostârc - vezi barză.

- cocostârc negru - vezi barză neagră.

- codobatură - pasăre migratoare, din familia Motacillidae, mică, cenușie, cu coada lungă, mereu în mișcare, care trăiește pe lângă ape; exemple: codobatura albă (Motacilla alba), codobatura galbenă (Motacilla flava).
- comportamentul păsărilor - ramură a etologiei animale care studiază aspecte ca: năpârlirea păsărilor, migrarea acestora, ritualurile nupțiale etc.
- comunicarea dintre păsări - componentă a comportamentului păsărilor care se traduce în practică prin cântece, chemări sau alte vociferări sau prin dansuri și zboruri ritualice.
- coțofană - pasăre din familia corvidelor, cu coadă lungă, cu penele de pe spate negre, iar cele de pe piept albe și care are un comportament foarte vocal (Pica pica sau Pica caudata); denumire populară: caragață.
- creștet (en. crown, fr. calotte, vertex, sommet de la tête). Creștetul numit și creștetul capului, vertex, este partea superioară a capului situată între frunte și ceafă. Creștetul este delimitat anrerior de frunte de o linie transversală imaginară care unește colțurile anterioare ale ochilor, iar posterior de ceafă de o linie transversală care trece cam după mijlocul capului, unind cele două regiuni auriculare. Creștetul este de obicei acoperit cu pene.[2][3]

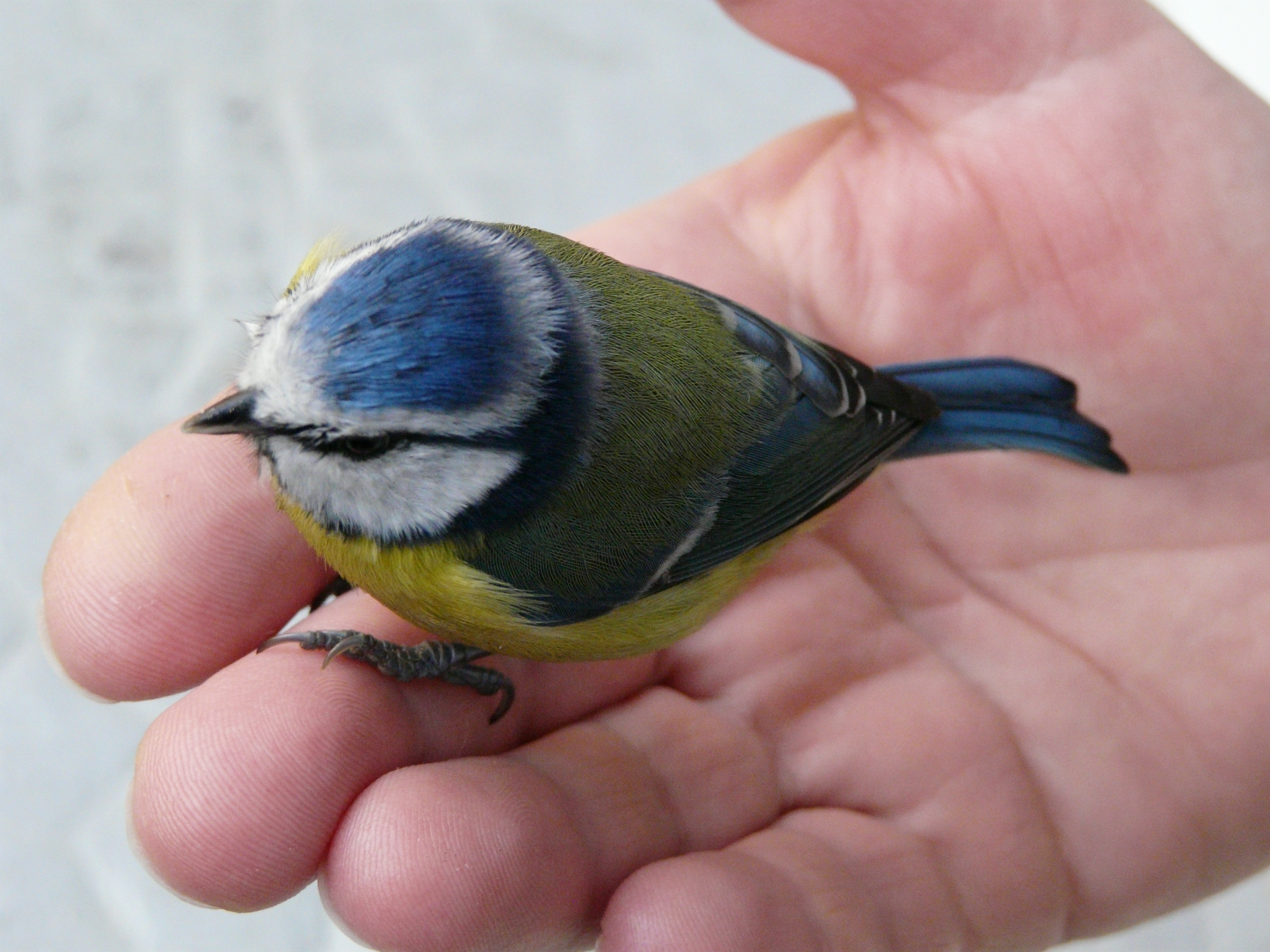
La pițigoiul albastru (Cyanistes caeruleus) creștetul capului este albastru-azuriu, partea posterioară a creștetului mai albastru-închisă. Creștetul este înconjurat mai jos de un cerc alb, care trece pe frunte, deasupra ochilor (pe sprânceană) și pe partea superioară a cefei.
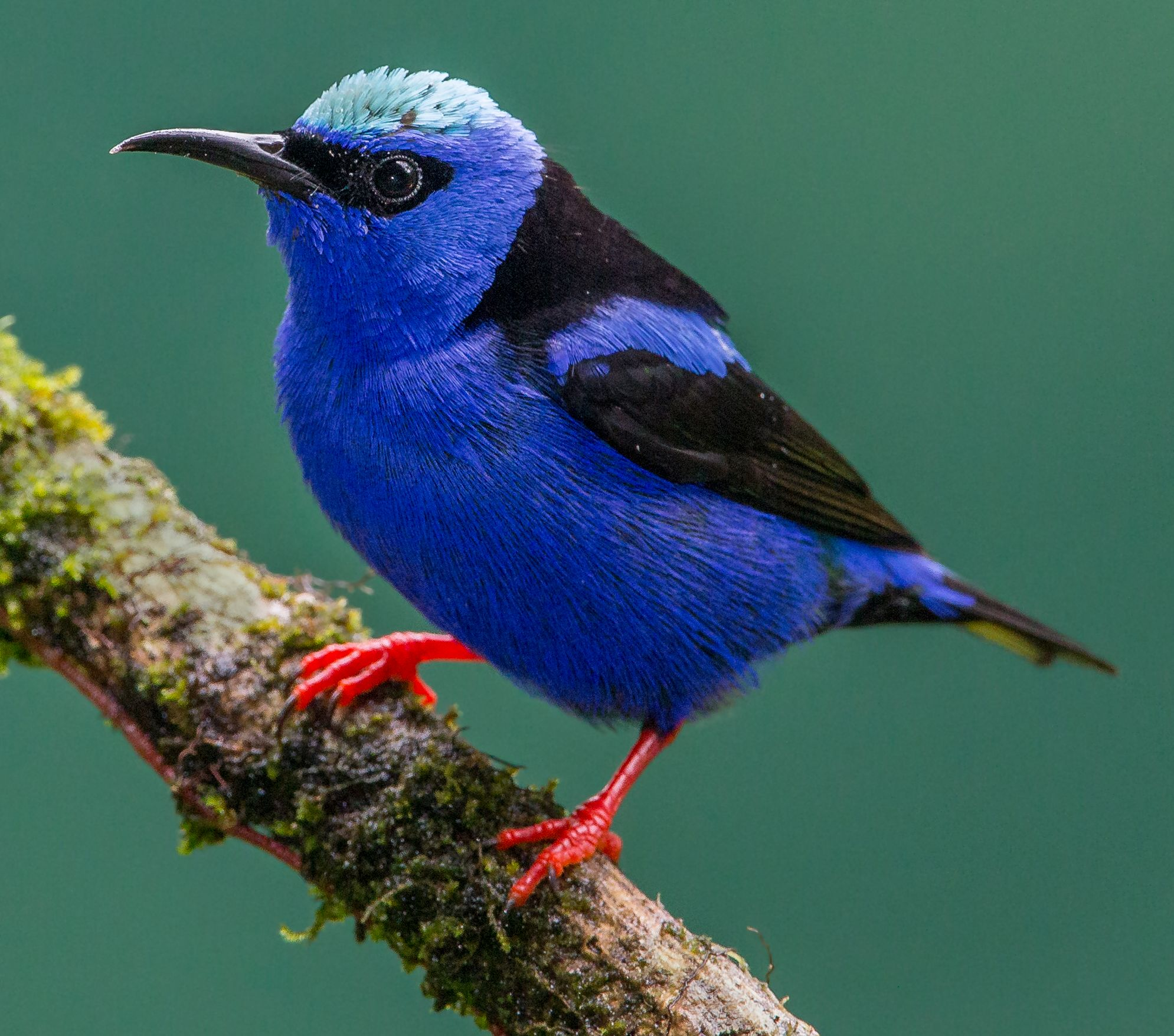
Masculul păsării de zahăr albastre (Cyanerpes cyaneus) are creştetul contrastant de culoare albastru-azurie.
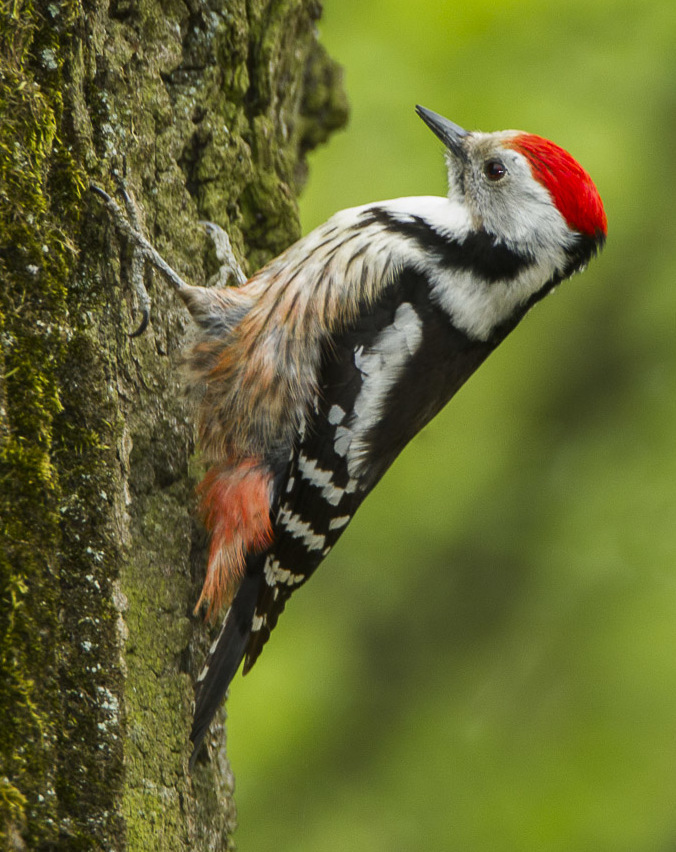
Ciocănitoare de stejar (Leiopicus medius) are cresteţul roşu-carmin

- creștetul capului - vezi creștet.

## D
- Dungă alară (en. wing bar, fr. barre alaire, bande alaire), numită și dunga aripii, banda aripii, este o linie sau o dungă transversală contrastantă, de culoare deschisă sau închisă, ce se întinde de-a curmezișul părții superioare a aripii și este formată de vârfurile de culoarea contrastantă ale tectricelor supraalare mari. Adesea există 2 dungi alare pe aripă (dungă alară dublă), de ex. la aușelul cu cap galben (Regulus regulus), una posterioară, mai mare, formată de vârfurile contrastante ale tectricelor supraalare mari și alta anterioară, mai mică, formată de vârfurile contrastante ale tectricelor supraalare mijlocii. Adesea, dunga alară este albă sau deschisă, de ex. la cinteză (Fringilla coelebs) sau  la pițigoiul mare (Parus major).[5][6][7]

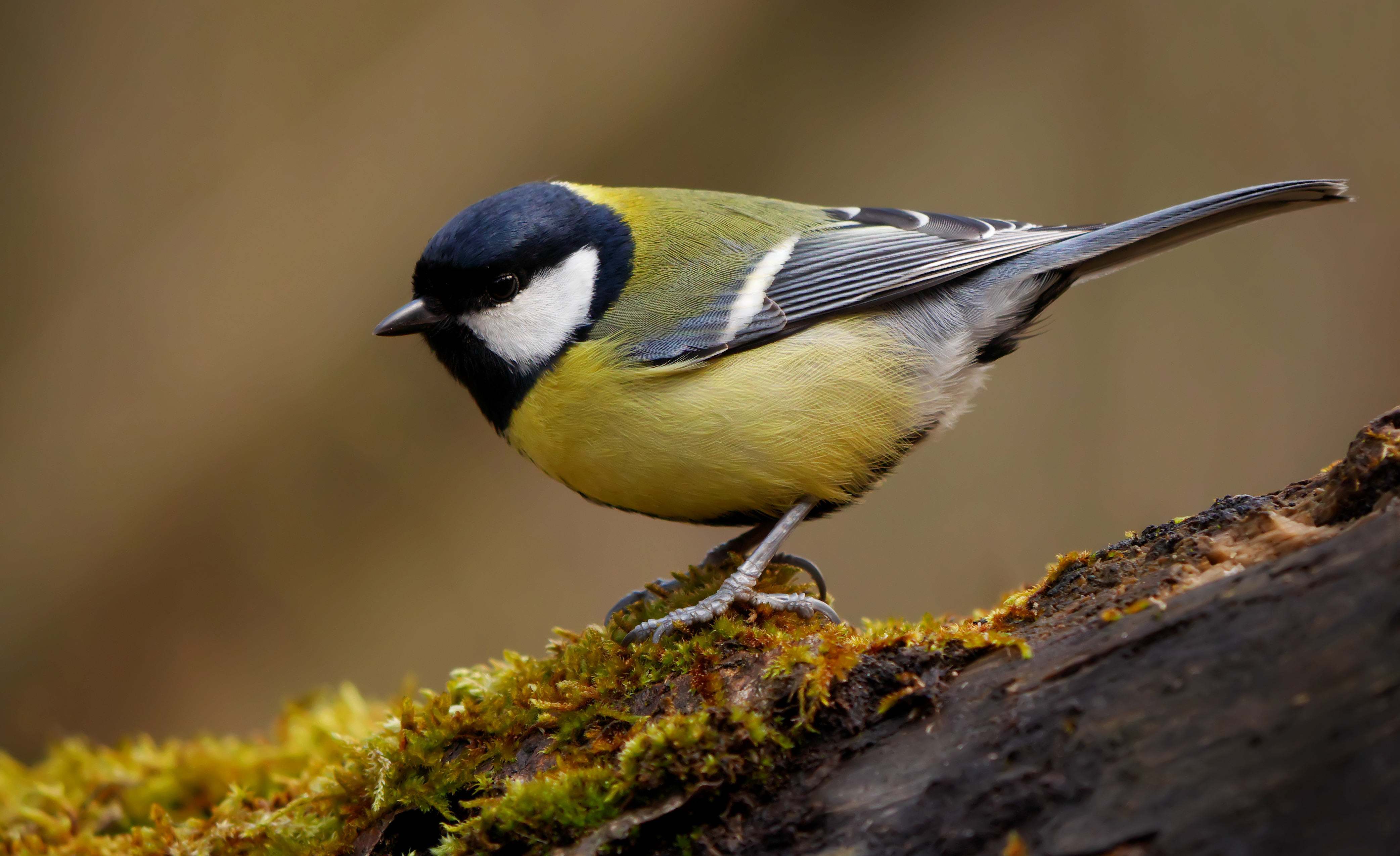
La pițigoiul mare (Parus major) vârfurile albe ale supraalarelor mari formează o dungă alară transversală albă lată pe aripă închisă.
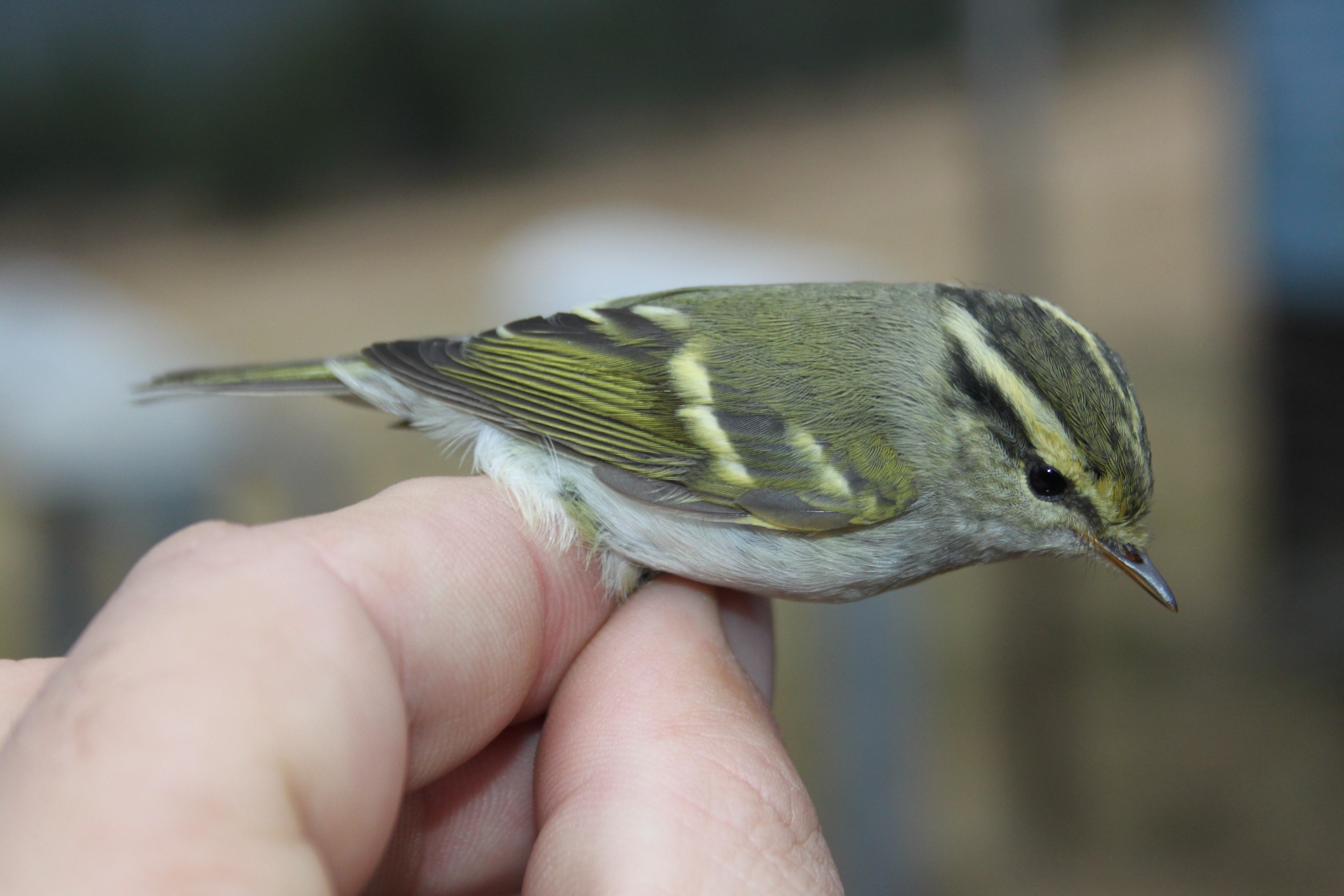
Pitulicea sprâncenată (Phylloscopus proregulus) are două dungi alare alb-gălbui pe aripă, una posterioară, mai mare, formată de vârfurile supraalarelor mari și alta anterioară, mai mică, formată de vârfurile supraalarelor mijlocii.
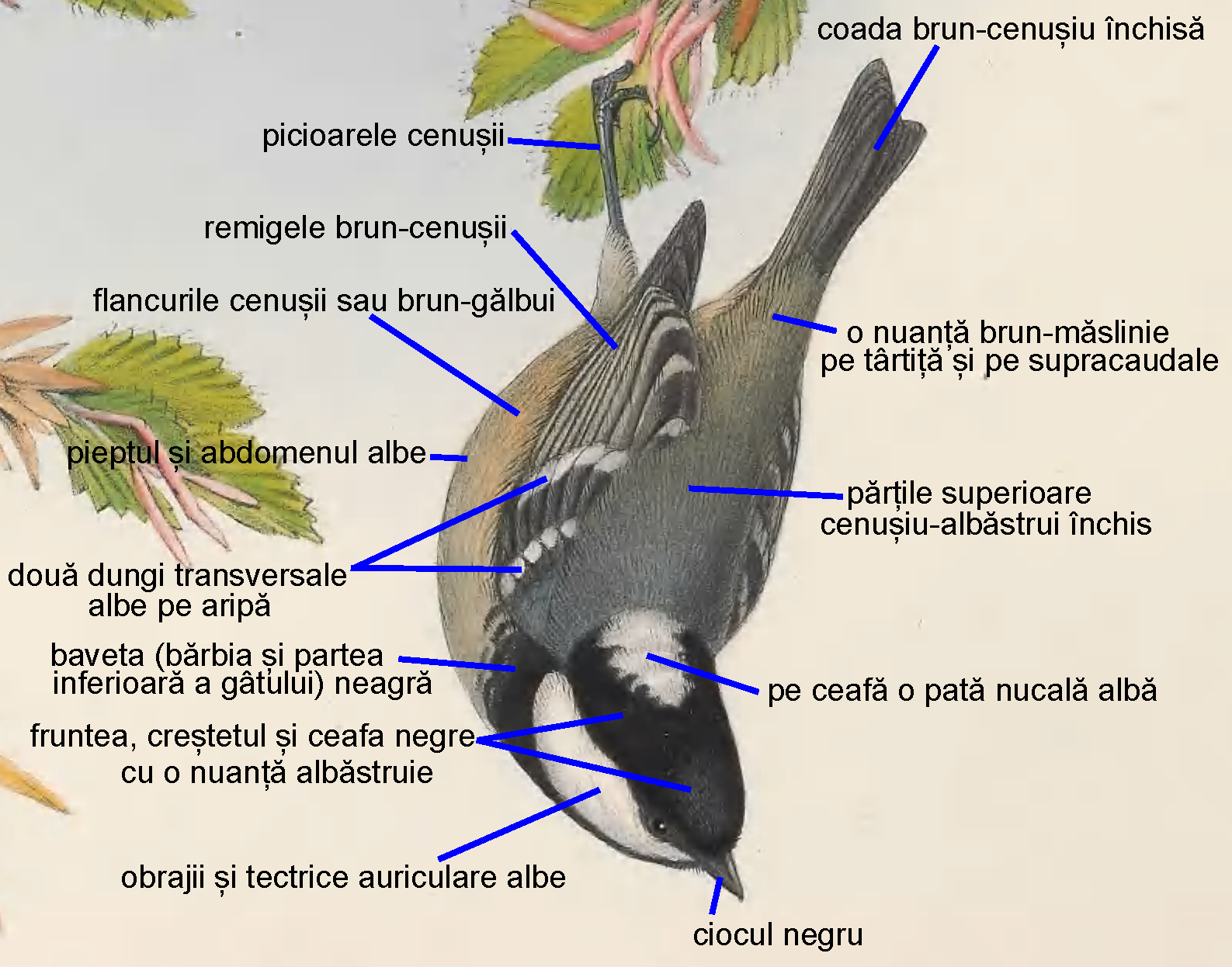
Pițigoiul de brădet (Periparus ater) are două dungi alare transversale pe aripă formate de vârfurile albe ale supraalarelor mijlocii și mari

- Dunga aripii → Dungă alară

- Dunga de peste ochi → Dungă oculară

- Dungă oculară (en. eye-stripe, eyestripe, fr. trait sourcilier, trait oculaire, bande oculaire). Dunga oculară, numită și banda oculară, banda ochiului, dunga de peste ochi este o dungă contrastantă, obișnuit întunecată, care trece orizontal peste ochi, de la baza ciocului înapoi până la regiunea auriculară, așa cum se vede la pițigoiul albastru (Cyanistes caeruleus). [1][8][9]

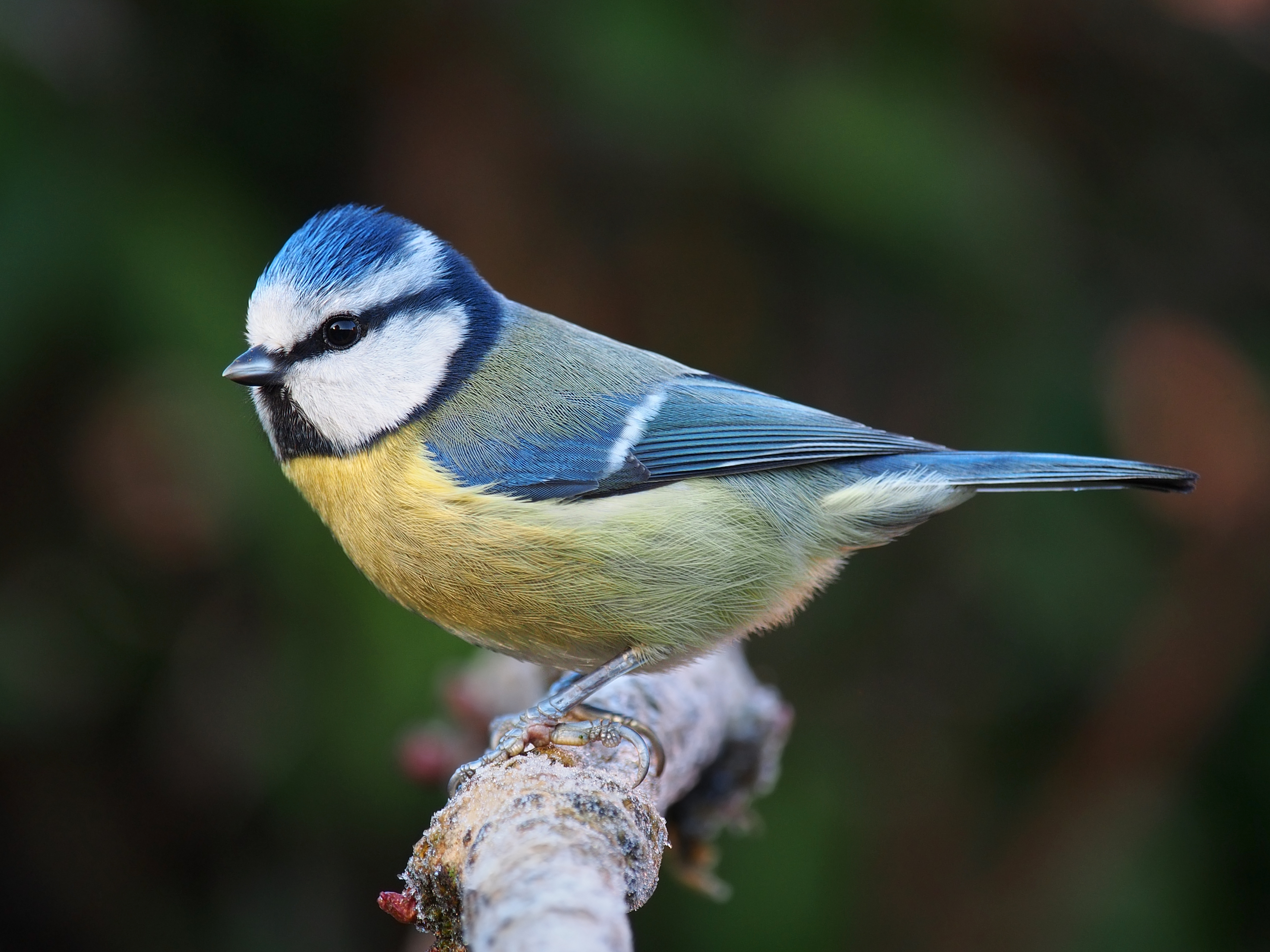
Dungă oculară negru-albăstruie la pițigoiul albastru (Cyanistes caeruleus) care se întinde de la baza mandibulei superioare peste ochi până la partea inferioară albastră-închisă a cefei
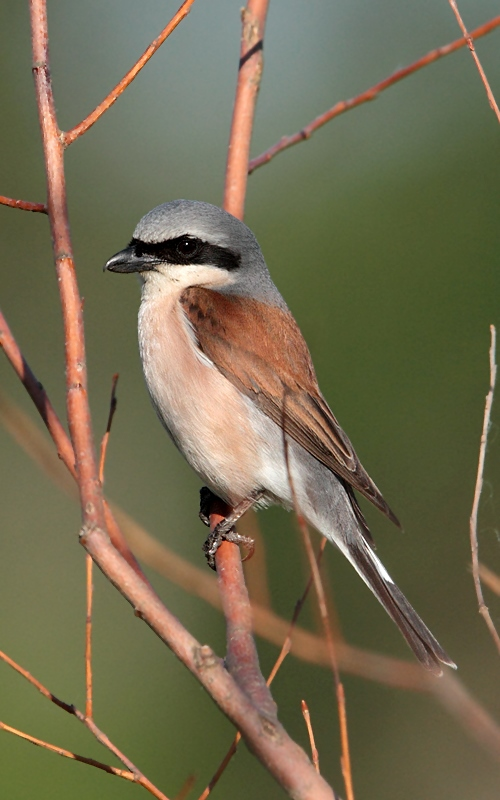
La sfrânciocul roșiatic (Lanius collurio) peste ochi trece o dungă oculară neagră ("banda lui Zorro")
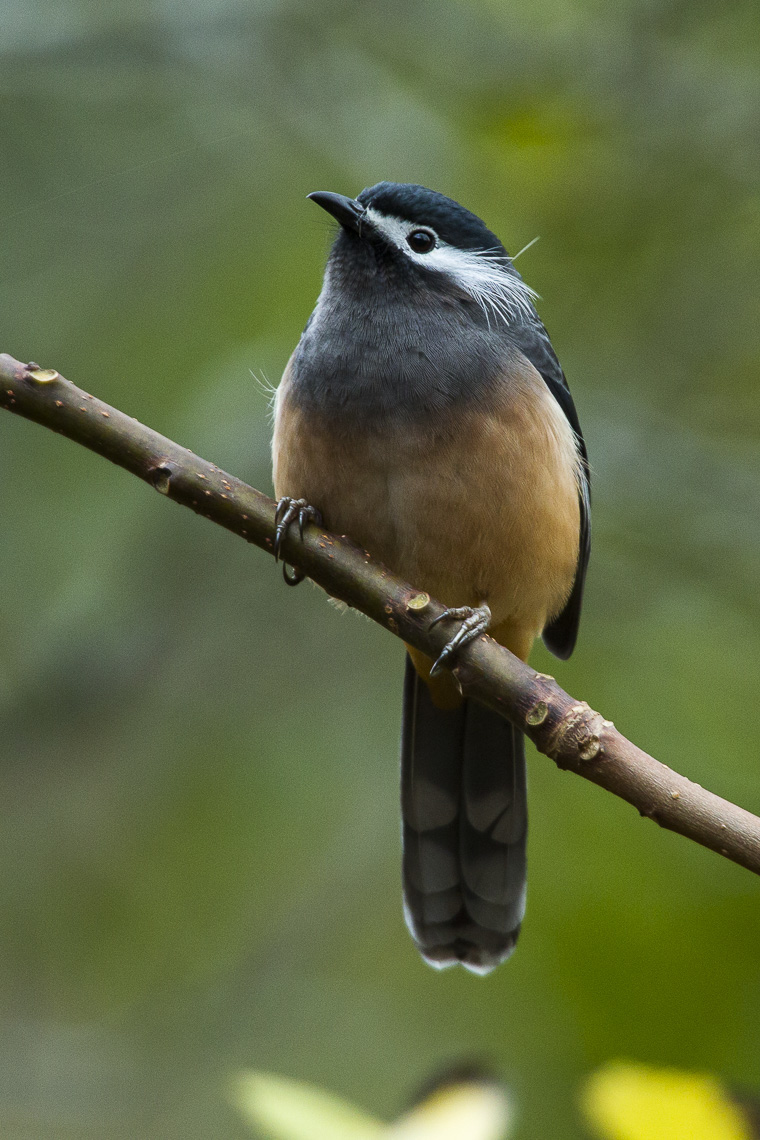
La sibia cu urechi albe (Heterophasia auricularis) dunga oculară este albă
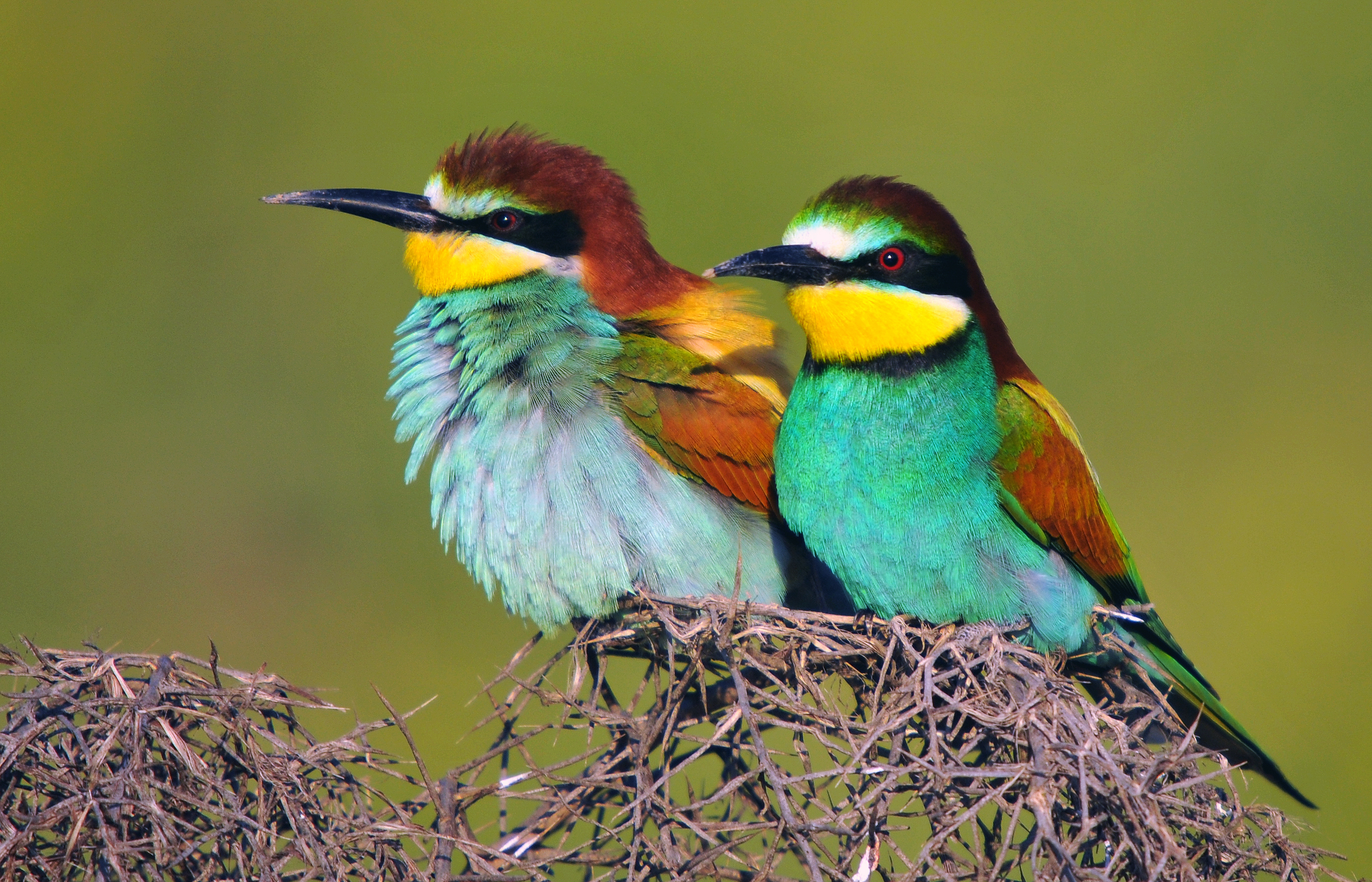
La prigorie (Merops apiaster) peste ochi trece o dungă oculară lată neagră

- Dungă supraciliară → Sprânceană
- Dungă superciliară → Sprânceană

## E
- eider - rață marină din familia anatidelor, care trăiește în țările nordice, căutată pentru puful ei (Somateria mollisima).

## F
- falconiforme - (Falconiformes) ordin de păsări răpitoare de zi, bune zburătoare, cu cioc puternic, arcuit, cu gheare ascuțite și încovoiate, din care fac parte: vulturii, pajurile, ulii, șoimii, șoricarii și găile (sinonim: răpitoare de zi).
- Ficedula albicollis -  specie de pasăre din familia Muscicapidae și care trăiește în nordul Europei.
- filet codal - rectricele marginale (de pe marginea cozii) lungi, subțiri și ascuțite, ca cele de la rândunică. Termenul englez tail streamer se referă și la partea proeminentă ascuțită a rectricelor centrale (mediane), ca cele de la prigorii, lupii de mare, numită în română pinteni caudali.

## G
- Gâtlej.  Gâtlejul (lat. jugulum,[10] en. throat, fr. gorge), numit și regiunea jugulară, regiunea gulară,[3] gâtul inferior, partea inferioară a gâtului, gușă, este o zona triunghiulară, acoperită de obicei cu pene, situată pe partea inferioară a gâtului între bărbie și piept și laturile gâtului; în partea inferioară a gâtlejului se află gușa. După George D. Vasiliu gâtlejul este situat între bărbie și gușă, iar bărbia, gâtlejul și gușa formează împreună gâtul inferior.[2] După Fauna României gâtlejul este situat între bărbie și partea anterioară a gâtului (care la rândul ei se află între gâtlej și gușă).[11] După Victor Ciochia gâtlejul este sinonim cu gușa.[6] sau cu gâtul, însă pe desenul alăturat este numit gâtlej.[12]

## I
- Inel ocular sau cerc ocular (en: eye-ring, fr. cercle oculaire). Inelul ocular este un inel de pene minuscule care înconjoară ochiul, uneori foarte vizibil, de exemplu, la păsările cu ochelari (Zosterops), la unele silvii (Sylvia) mediteraneene și la masculul mierlei (Turdus merula).[13][14][15]

- Inel orbital sau cerc orbital (en: orbital ring, fr: cercle orbitaire, cercle orbital).  Inelul orbital este un inel de piele golașă care înconjoară ochiul și corespunde cu marginile pleoapelor; a nu se confunda cu inelul ocular, prevăzut cu pene minuscule (tectrice).[13][14][15] Mai mulți autori consideră că termenii "inelul ocular" și "inelul orbital" sunt sinonimi. De ex. The Birdwatcher's Dictionary definește inelul ocular ca un inel colorat în jurul ochiului,  numit și inel orbital, [8] iar Collins Bird Guide definește inelul orbital ca un inel ocular de piele golașă, fără pene din jurul ochiului.[5] În aceste cazuri termenul român preferat este inel orbital.[6]

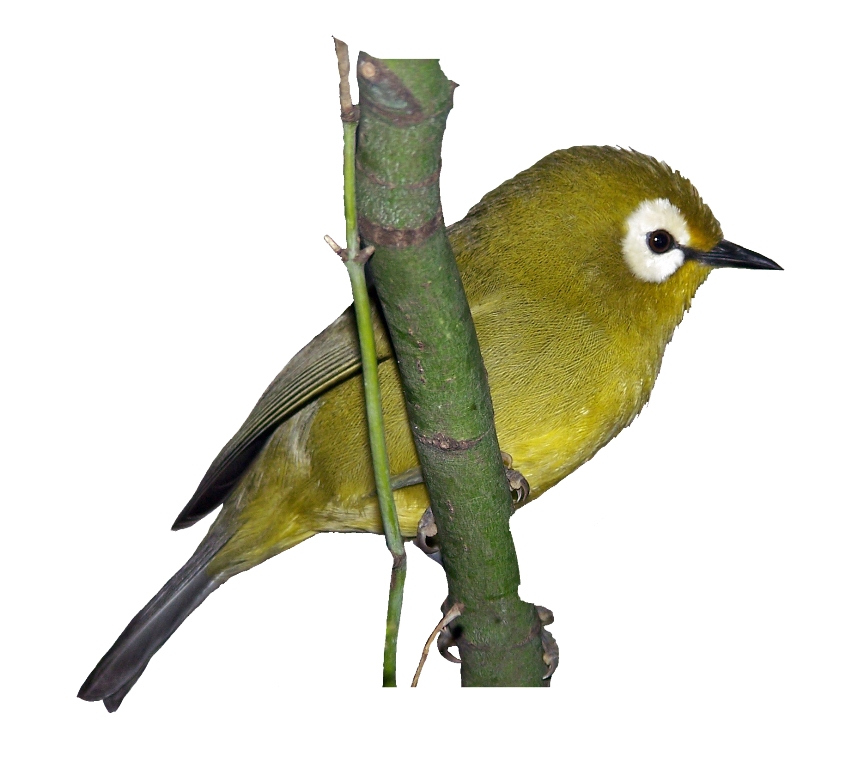
Inelul ocular alb la pasărea cu ochelari (Zosterops poliogastrus)
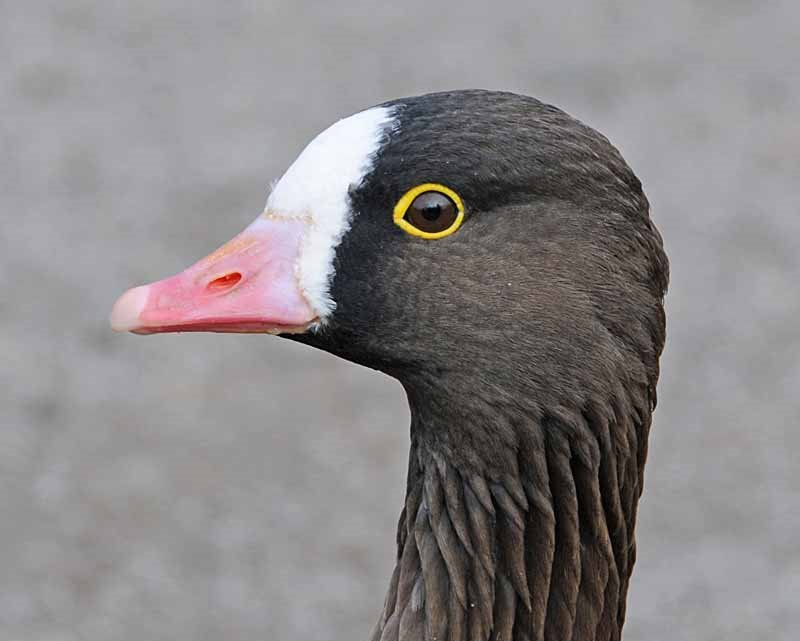
Inelul orbital galben la gârliță mică (Anser erythropus)

## M

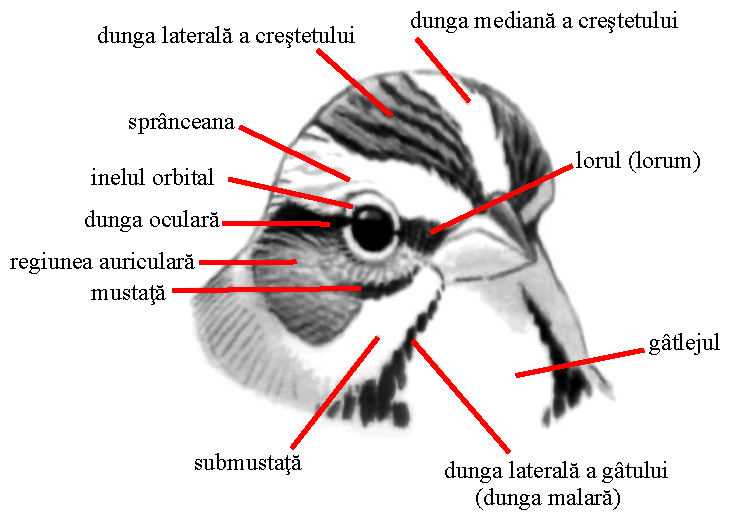
Morfologia capului

Mustață (en. moustachial stripe, fr. moustache). Mustața este o dungă (sau o linie) subțire, adesea întunecată prezentă la multe păsări, mai evidentă la fâse și presuri, situată pe fiecare parte a ciocului, care se întinde oblic de la comisura (baza) ciocului în jos și de-a lungul marginii inferioare a regiunii auriculare și marginii inferioare a obrazului. Sub mustața întunecată există de obicei o zonă de culoare deschisă cunoscută sub numele de submustață. Multe păsări au o altă dungă întunecată sub submustață, mărginită de gâtlej, denumită dunga laterală a gâtului (dunga malară).

## O
- ortolan - pasăre migratoare cu penele de culoare brună-roșcată, cu capul cenușiu-verzui, cu ciocul galben; denumire populară: presură de grădină (Emberiza hortulana).

## P
- pană - formație cornoasă care acoperă corpul păsărilor, compusă dintr-un cotor gol pe dinăuntru pe care sînt așezate simetric, lateral, fire (pufoase).
- pasăre migratoare - pasăre care, în anotimpurile friguroase, migrează în teritorii cu climă mai caldă, cum ar fi Europa de Sud sau Africa de Nord.
- plastron (en. bib, fr. plastron). Plastronul  este o pată contrastantă, adesea întunecată, situată sub ciocul unor specii de păsări, care se extinde până la gâtlej și piept. Este alcătuită din pene viu colorate, adesea strălucitoare. La gușă roșie siberiană (Calliope calliope) plastronul se extinde până la gâtlej, la gușa vânătă (Cyanecula svecica)  se extinde pe partea superioară a pieptului, la pescărelul negru (Cinclus cinclus) și măcăleandru (Erithacus rubecula) se extinde pe întregul piept. Plastronului i se mai zice și bavetă.
- presură de grădină - vezi ortolan.
- proiecția primară → Proiecția remigelor primare

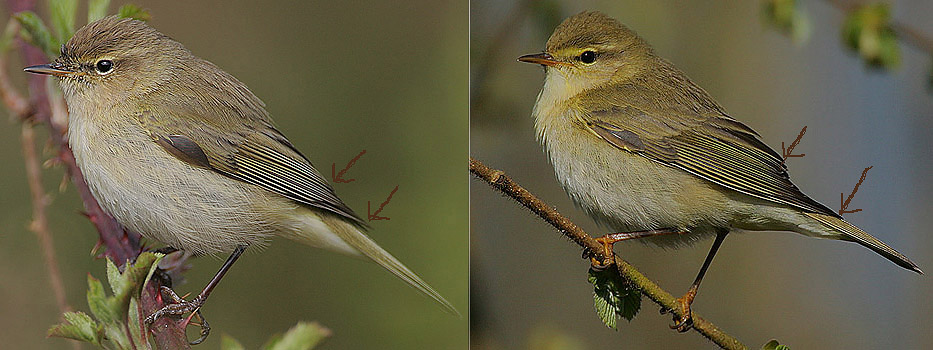
Proiecţia remigelor primare (distanța dintre săgeţi) la pitulicea mică (stânga) și pitulice fluierătoare (dreapta)

- proiecția remigelor primare sau proiecția primară (en: primary projection, fr. projection primaire) este lungimea remigelor primare vizibile care depășesc vârful remigelor terțiare pe aripa nedesfăcută sau distanța dintre vârful celei mai lungi remige terțiare și vârful celei mai lungi remige primare pe aripa nedesfăcută; proiecția remigelor primare poate fi un element important în identificarea păsărilor. [5][15][9][7] Ca regulă generală, cu cât proiecția remigelor primare este mai lungă, cu atât este mai mare distanța pe care o atinge pasărea în timpul migrației. Pentru unele specii, de ex. pitulicea fluierătoare (Phylloscopus trochilus) și pitulicea mică (Phylloscopus collybita) sau frunzăriță galbenă (Hippolais icterina) și frunzăriță melodioasă (Hippolais polyglotta), evaluarea exactă a proiecției remigelor primare este una dintre cele mai bune modalități de a le separa. Ceea ce trebuie de făcut în acest caz este măsurarea lungimii proiecției remigelor primare și compărea ei cu lungimea remigelor terțiare pe care le depășesc. Astfel, la pitulicea mică proiecția remigelor primare reprezintă aproximativ jumătate din lungimea remigelor terțiare, în timp ce la pitulicea fluierătoare care are aripa mai lungă ea reprezintă aproximativ trei pătrimi.  Unele păsări nu prezintă o proiecție primară, remigele lor primare fiind complet acoperite de remigele terțiare din vecinătate; exemplele cele mai evidente sunt ciocârliile, fâsele și codobaturile.[15]

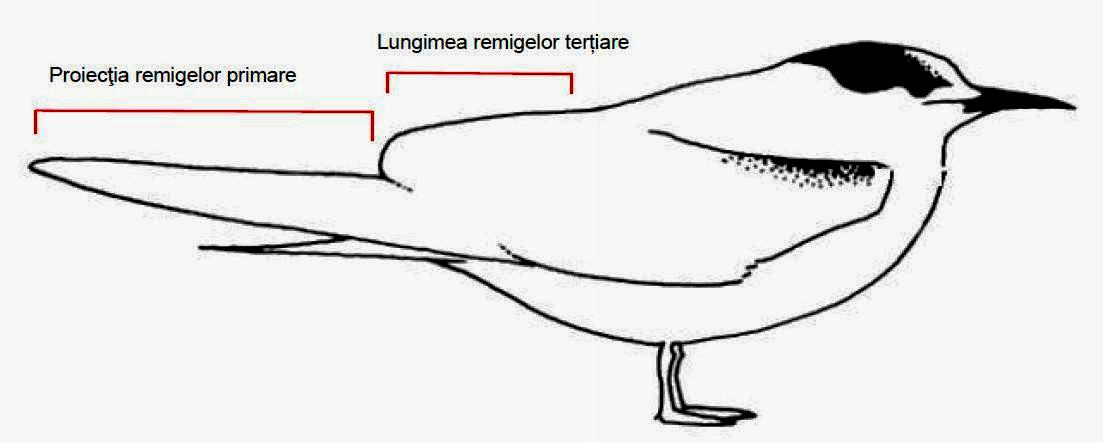
Proiecţia remigelor primare

## R
- răpitoare de zi - vezi falconiforme.

## S
- stancă - vezi stăncuță.
- sprânceană (en. supercilium, superciliary stripe, superciliary band, superciliary line, fr. sourcil, région superciliaire). Sprânceană, numită și dungă supraciliară, bandă supercilială, dungă superciliară, superciliu (supercilium) este o dungă contrastantă, ușor curbată, de obicei de culoare deschisă, situată deasupra ochiului ce se întinde de la frunte înapoi de-a lungul laturilor creștetului. A nu se confunda cu dungă oculară, situată sub sprânceană. La unele specii sprânceană se extinde numai în spatele ochiului, în timp ce altele, ea se extinde numai înaintea, de la cioc până în spatele ochiului.[1][2][8][5][6][15][16]
- stăncuță - pasăre sedentară din familia corvidelor, de culoare neagră-cenușie, cu ciocul și picioarele negre, mai mică decât cioara; stancă, ceucă (Coloeus monedula sau (Corvus monedula).

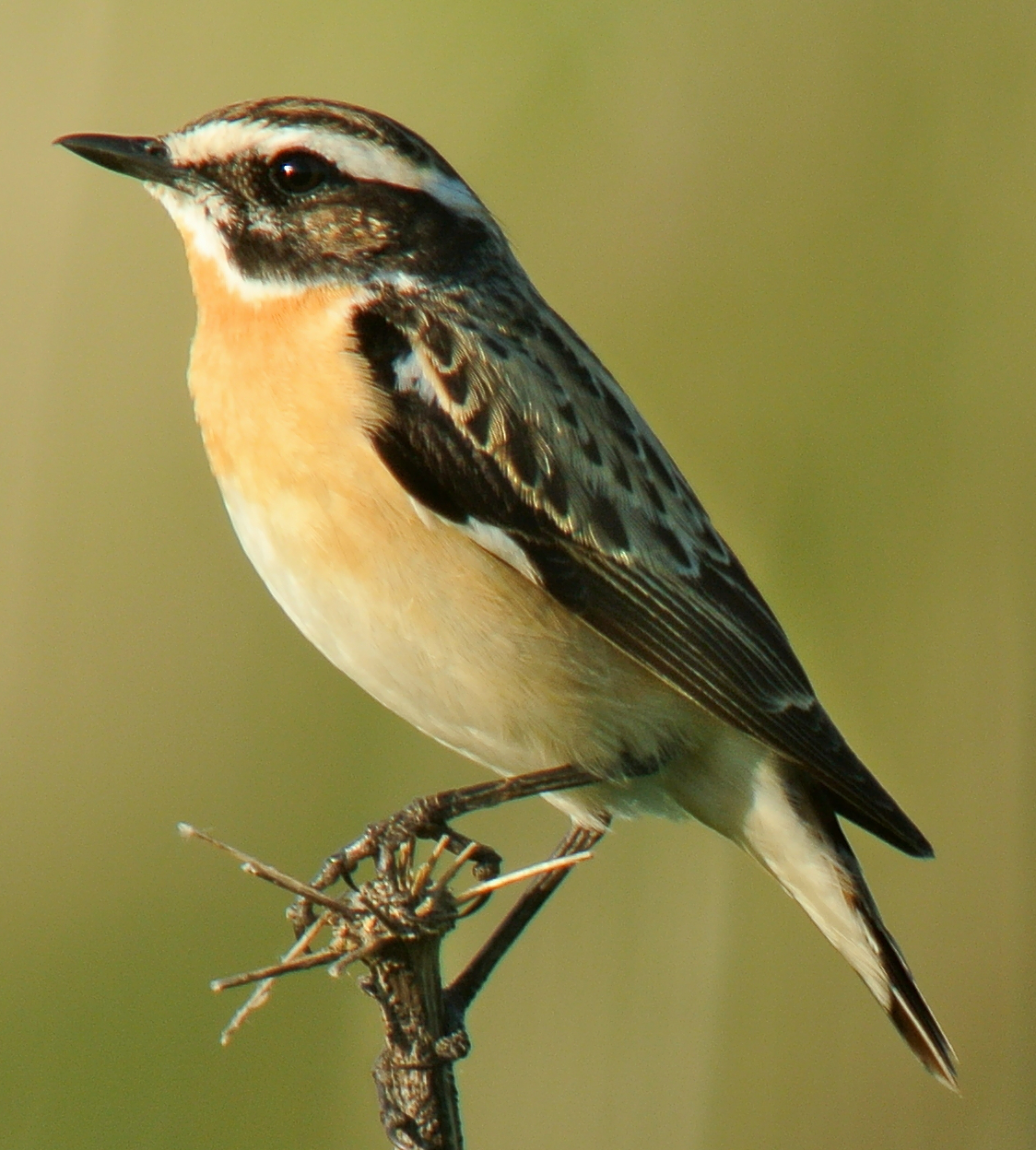
Mărăcinarul mare (Saxicola rubetra) are o sprânceană albicioasă distinctă.
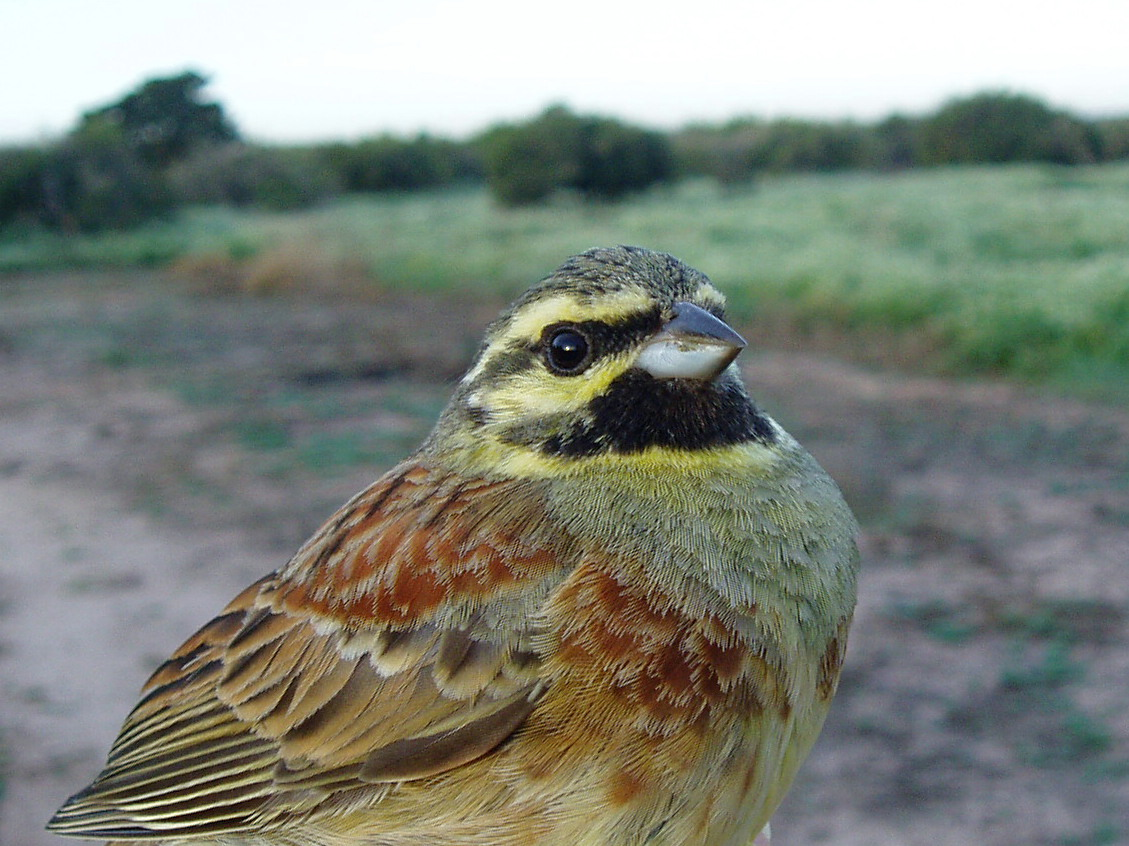
La presură bărboasă (Emberiza cirlus) sprânceană este galbenă, sub ea se află dungă oculară neagră.
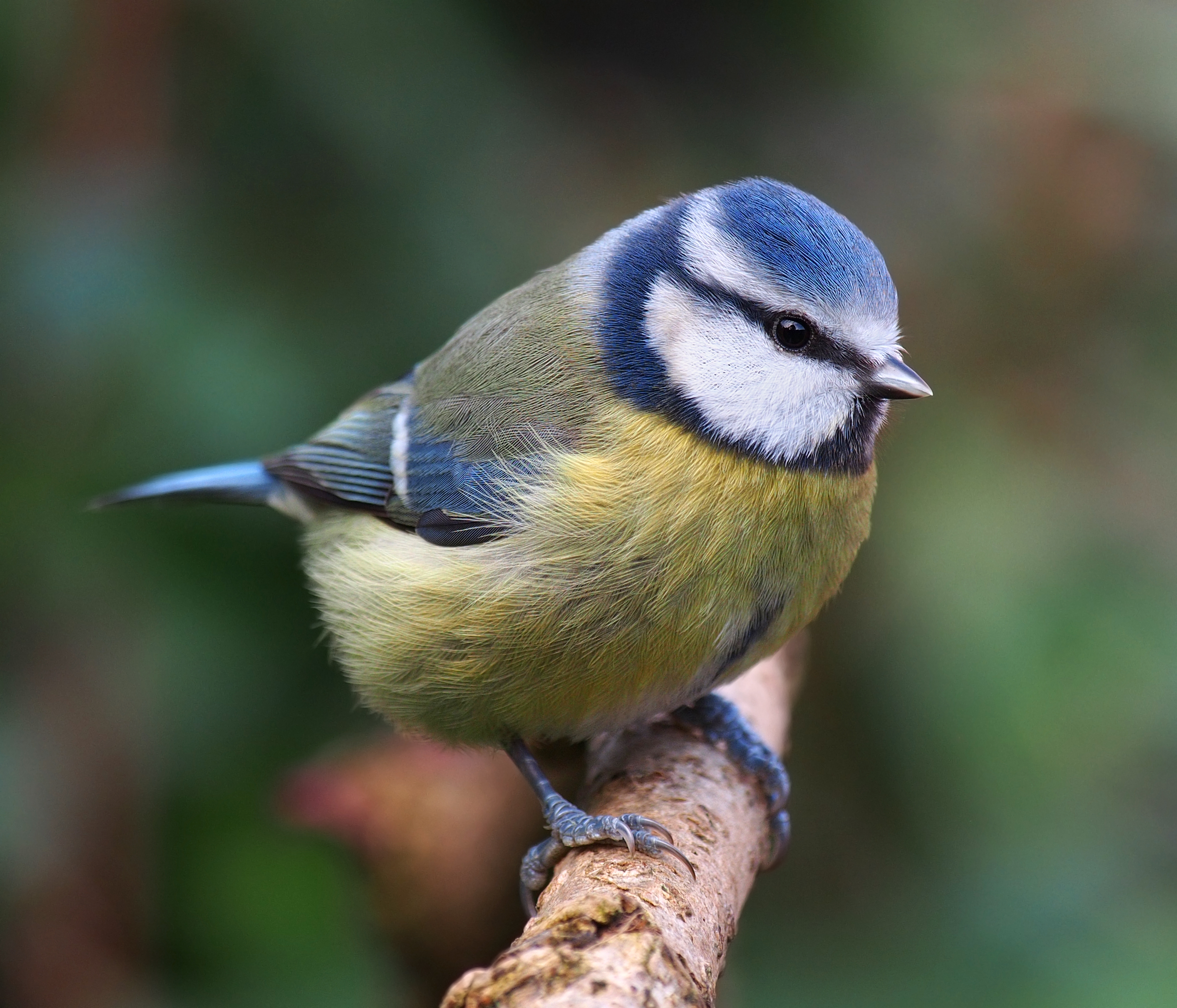
Pițigoiul albastru (Cyanistes caeruleus) are creștetul albastru-azuriu, sprânceana și fruntea albă și dungă oculară negru-albăstruie

- sucitoare - vezi capîntors.
- superciliu(m) - vezi sprânceană.

## T
- tulei - denumire care se referă la penele în creștere ale unei păsări.

## V
- vertex - vezi creștet.
- vultur bărbos - vezi zăgan.
- vermicul (en. Vermiculation, fr. Vermiculure) - pete fine alungite și ondulate (sinuoase) în formă de vierme în penajul păsărilor. Termenul "vermiculații"  (folosit în geologie) este o traducerea incorectă a "vermiculations" din engleză și nu trebuie folosit.

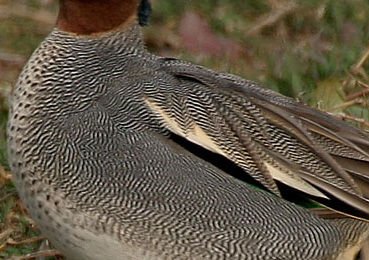
Desenul vermicular în penajul raței mici (Anas crecca) format din vermicule transversale negre și alb-gălbui pe spate și flancuri

## Z
- zăgan - pasăre răpitoare de talie mare, cu gâtul galben, cu pieptul roșcat, cu un mănunchi de pene lungi, țepoase sub cioc (Gypaetus barbatus); altă denumire: vultur bărbos.